# ユリウス・ヴァイスマン
ユリウス・ヴァイスマン（Julius Weismann, *1879年12月26日 — †1950年12月22日）はドイツの作曲家。

## 略歴
動物学者で遺伝研究者のアウグスト・ヴァイスマンを父親にフライブルク・イム・ブライスガウに生まれる。1891年から1892年までミュンヘンでヨーゼフ・ラインベルガーに作曲の指導を受ける。ピアノをフライブルクで、語学をローザンヌで学んだ後、音楽は1898年から1899年までベルリンでハインリヒ・フォン・ヘルツォーゲンベルクらに師事し、その後3年間ミュンヘンでルートヴィヒ・トゥイレに師事した。1902年に声楽家のアンナ・ヘッカーと結婚し、フリーランスの作曲家としてミュンヘンに引っ越している。1906年にフライブルクに戻って、作曲家や指揮者・ピアニストとして活動した。
ヴァイスマンはかなり早くからピアニストとして一目置かれていたが、1920年代（遅くとも1925年頃から1926年頃まで）に、首尾よく公的な芸術団体に幅広く登場した。1919年から1930年にかけて全部で5つの歌劇を完成させており、アウグスト・ストリンドベリの文学を原作とする、《白鳥のように真っ白（Schwanenweiß）》作品75と《夢の戯曲（Ein Traumspiel）》作品83、《幽霊のソナタ（Gespenstersonate）》作品100の3作は、特筆するに値する。ヴァイスマンの作品が広まったのもこの頃である。
1935年にドイツ文化闘争同盟の依嘱によって、フェリックス・メンデルスゾーンの上演が禁止された楽曲に取って代わるべく、ウィリアム・シェイクスピアの喜劇『夏の夜の夢』のための付随音楽を作曲したものの、劇場に浸透させることはできなかった。1936年4月20日にアドルフ・ヒトラーによって教授に任命された。この肩書は1950年になってもまだバーデン州では通用した。1938年にはルドヴィ・ホルベアの原作により、最も成功した歌劇《抜け目のない女中（Die Pfiffige Magd）》を作曲。翌1939年にフライブルクの名誉市民に選ばれ、またライプツィヒのヨハン・ゼバスティアン・バッハ国際コンクールでバッハ賞を獲得している。同じく1939年に、ユーバーリンゲンのボーデン湖畔の町ヌスドルフに出向いて教育活動に終止符を打ち、いよいよ作曲に取り組んだ。
後期作品の中でとりわけ特筆すべき作品は、24の前奏曲とフーガからなるピアノ曲集《フーガの樹（Der Fugenbaum）》作品150（1943年-45年）と、独唱者とオーケストラ伴奏つきの合唱曲《番兵の叫び（Der Wächterruf）》作品151（1946年-49年）である。「ここ十年ほどの惨たらしい出来事」と、1944年11月における故郷フライブルクの破壊が、《番兵の叫び》に取り込まれている。
1950年12月22日にジンゲンで没する。ヴァイスマンの没後、1954年にヴィーラント・ワーグナーの提案により、デュースブルクにユリウス・ヴァイスマン資料館が設立された。

## 作品
ヴァイスマンは作品番号で数えて150曲以上を遺しており、さらに番号付けされていない曲も数多くある。その中に、6つの歌劇と3つの交響曲、3つのピアノ協奏曲、4つのヴァイオリン協奏曲、11の弦楽四重奏曲などの室内楽、さらに250曲ほどの歌曲が含まれている。ヴァイスマンはドイツ・ロマン派音楽の伝統、とりわけロベルト・シューマンとヨハネス・ブラームスの作曲様式に従ってはいるが、旧師トゥイレの影響や、印象主義音楽の要素、マックス・レーガーへの共感、とりわけ後期作品においてはヨハン・ゼバスティアン・バッハの対位法への傾倒も見出される。これらの影響にもかかわらず、ヴァイスマンの作品は、しばしば素っ気ないほどの簡潔さや箴言めいた含蓄の多さが同時に認められる響きの感覚によって、20世紀音楽に対して独自の有意義な貢献を果たしたのである。

## 註記・出典
1. ↑  Sibylle Lützner: Gebrauch und Mißbrauch: Julius Weismann - ein Komponist im Spannungsfeld nationalsozialistischer Ästhetik und Kulturpolitik in Die Deutsche Last: Musik und Nationalsozialismus, hrsg. von Brunhilde Sonntag, Hans-Werner Boresch, Dieter Gowoj; Schriften zur Musikwissenschaft und Musiktheorie Bd 3, Köln 1999, S. 199ff.
2. ↑  Rudolf Lück: Julius Weismann in MGG neu Band XX, 2007, Sp. 717-718
3. 1 2  Fred K. Prieberg: Handbuch Deutsche Musiker 1933–1945, CD-Rom-Lexikon, Kiel 2004, S. 7.637–7.638.
4. ↑  Fred K. Prieberg: Musik im NS-Staat, Frankfurt 1982, Seite 150ff.
5. ↑  Programmheft der Uraufführung, Duisburg 11. Januar 1950